# Dreamboat Annie
Dreamboat Annie (engl. für: Traumboot Annie) ist das Debütalbum der US-amerikanischen Rock-Band Heart. Es wurde 1976 über das Label Mushroom Records zuerst in Kanada veröffentlicht und versteht sich als Konzeptarbeit. Aus der Genrebezeichnung „Hardrock“ adaptierten die beiden Schwestern in Bezug auf den Gruppennamen seinerzeit das gleichlautende »Heartrock«.

## Hintergrund
Der Produzent Mike Flicker half der Gruppe dabei, ihren Sound zu entwickeln und einen Plattenvertrag mit dem Label zu bekommen. Das Album verkaufte sich in ganz Kanada gut, etwa 30.000 Exemplare wurden in den ersten Monaten abgesetzt. Kurz darauf wurde das Album in Seattle im Radio gespielt, und es wurden noch mal 25.000 Stück in den USA verkauft. In den USA bekam Heart eine Platin-Auszeichnung, in Kanada erreichte das Album Doppelplatin. Insgesamt wurden bis heute circa 1.800.000 Einheiten verkauft. 1980 ging Mushroom Records in Konkurs. Die beiden Heart-Alben Dreamboat Annie und Little Queen wurden 1985 von dem Label Capitol Records wiederveröffentlicht.
Das Album erreichte in den Billboard 200 Platz sieben und in Großbritannien Platz 36. Die erste Single war  How deep it goes (1975) in Kanada, außerdem enthielt es drei Hit-Singles im Jahr 1976, Crazy on You (Platz 35 in den USA, in Kanada Platz 36, in Australien Platz 70), Magic Man (Platz neun in den USA, Kanada Platz 26, in Australien Platz neun), sowie in den Charts in den Niederlanden und Dreamboat Annie (in den USA Platz 42, in Kanada Platz 53).

## Titelliste
1. Magic Man (Ann Wilson, Nancy Wilson) – 5:28
2. Dreamboat Annie (Fantasy Child) (Ann Wilson, Nancy Wilson) – 1:10
3. Crazy on You (Ann Wilson, Nancy Wilson) – 4:53
4. Soul of the Sea (Ann Wilson, Nancy Wilson) – 6:33
5. Dreamboat Annie (Ann Wilson, Nancy Wilson) – 2:02
6. White Lightning and Wine (Ann Wilson, Nancy Wilson) – 3:53
7. (Love Me Like Music) I’ll Be Your Song (Ann Wilson, Nancy Wilson) – 3:20
8. Sing Child (Ann Wilson, Nancy Wilson, Steve Fossen, Roger Fisher) – 4:55
9. How Deep it Goes (Ann Wilson) – 3:49
10. Dreamboat Annie (Reprise) (Ann Wilson, Nancy Wilson) – 3:50

## Besetzung
- Ann Wilson – Leadgesang, Hintergrundgesang, Flöte, Akustikgitarre bei Track 9, Violine
- Nancy Wilson – Gitarre, 12-Saiten-Gitarre, Gesang, Klavier
- Roger Fisher – Gitarren
- Howard Leese – Gitarren, Keyboards, Perkussion und Hintergrundgesang
- Michael DeRosier – Schlagzeug auf den Tracks 6 und 8
- Steve Fossen – Bass

## Zusätzliche Musiker
- Dave Wilson – Schlagzeug bei Track 1
- Kat Hendrikse – Schlagzeug bei den Tracks 3, 4, 5, 7 und 10
- Duris Maxwell – Schlagzeug bei Track 9
- Brian Newcombe – Bass bei Track  9
- Ray Ayotte – Schlagzeug
- Rob Deans – Tastaturen
- Geoff Foubert – Banjo & Hintergrundgesang
- Mike Flicker – Pauken
- Tessie Bensussen – Hintergrundgesang
- Jim Hill – Hintergrundgesang, Gitarre